# Selianka
Selianka (en rus: Селянка) és un poble (un khútor) de l'óblast de Volgograd, a Rússia, segons el cens del 2010 tenia 40 habitants. Pertany al districte municipal de Pal·làssovka.